# Nyírmeggyes
Nyírmeggyes község Szabolcs-Szatmár-Bereg vármegyében, a Mátészalkai járásban.

## Fekvése
A vármegye keleti felében, Mátészalka délnyugati szomszédságában fekszik, a város központjától mintegy 5 kilométerre. A térség más nagyobb városai közül Nyírbátor 14,5, Vásárosnamény 23 kilométer távolságra található.
A további szomszédos települések: észak felől Jármi, kelet felől Nyírcsaholy, dél felől Nyírkáta, nyugat felől pedig Hodász.

### Megközelítése
Legfontosabb közúti megközelítési útvonala a Debrecen-Nyírbátor-Mátészalka közt húzódó 471-es főút, mely áthalad a központján.
A hazai vasútvonalak közül a MÁV 110-es számú Debrecen–Nyírbátor–Mátészalka-vasútvonala és a 113-as számú Nyíregyháza–Mátészalka–Zajta-vasútvonal is érinti, melyeknek egy közös megállási pontjuk van itt. Nyírmeggyes megállóhely a településközponttól északra helyezkedik el, közúti elérését a 49 328-as számú mellékút biztosítja.

## Története
A falu neve (Medyes alakban írva) 1272-ben Hetény (ma Hodász) határjárása során tűnt fel először. Szent László fennmaradt kultusza miatt királyi telepítésűnek vélik a falut. A 14. század elején a Tövisiek Közép-Szolnokból származó családjának birtokában volt a település, 1337-ben egy idevaló nemesnek a nevében szerepelt, aki a Nagymihálydi családdal pereskedett. 1340-ben Tövisi István itteni birtokrészét Csaholyi Péter fiának, Jánosnak adta át 40 márka bírság egyharmada fejében. Egy évtized múltán Kántor Bereck pusztítása nyomán már csak telekhelynek nevezték. A század vége felé, Tövisi Jakab halála után a Káta nemzetségből származó Csaholyiaké lett. 1547-ben a család két nőtagját, Annát és Katalint iktatták birtokba fiúsítás révén. A 14. és 17. században földesurak voltak még a Báthoryak, Anarcsi György és Kapi Katalin is. A 18. század elejétől a 19. század derekáig a gróf Teleki, az Uray, az Ujhelyi, a Korda és a Bay családok tulajdonában volt, majd a 20 század első évtizedeiben az Ilosvay, a Vályi, a Péchy és a Madarassy családok birtokoltak itt.
1864-ben a község nevéről Pesty adatközlője a következőket írta: „Régebben ezen község Latornak neveztetett és nem is a mostani hellyén, hanem a helységtől körülbelül 800 folyó ölre feküdt és a mostani hellyén fákkal beültetett helyiség lévén nevét „Meggyes” innét vette. Az áttelepítés körülbelül a 16 k. század elején történt.”
Határába olvadt Tárkány falu is, amelynek neve talán az egyik kabar törzs emlékét őrzi, valamint a község határában kereshető az egykori Radalf falu helye is. A ma élők az említettekről vajmi keveset tudnak.

## Közélete

### Polgármesterei
- 1990–1994: Ertsey Géza (független)[3]
- 1994–1998: Ertsey Géza Péter (független)[4]
- 1998–2002: Ertsey Géza Péter (független)[5]
- 2002–2006: Szőkéné Vadon Edit Etelka (független)[6]
- 2006–2010: Ertsey Géza Péter (független)[7]
- 2010–2014: Ertsey Géza Péter (független)[8]
- 2014–2019: Szőkéné Vadon Edit Etelka (független)[9]
- 2019–2024: Szőkéné Vadon Edit (független)[10]
- 2024– : Szondi Csaba (független)[1]

## Népesség
A település népességének változása:
| Lakosok száma | 2622 | 2604 | 2610 | 2656 | 2712 | 2577 | 2454 | 2472 | 2463 |
|               | 2013 | 2014 | 2015 | 2016 | 2017 | 2021 | 2022 | 2023 | 2024 |

2001-ben a település lakosságának közel 100%-a magyar nemzetiségűnek vallotta magát.
A 2011-es népszámlálás során a lakosok 91,9%-a magyarnak, 0,3% románnak, 0,7% ukránnak mondta magát (8,1% nem nyilatkozott; a kettős identitások miatt a végösszeg nagyobb lehet 100%-nál). A vallási megoszlás a következő volt: római katolikus 7,4%, református 66,1%, görögkatolikus 8,7%, felekezeten kívüli 2,9% (12,5% nem válaszolt).
2022-ben a lakosság 95,2%-a vallotta magát magyarnak, 0,5% ukránnak, 0,4% cigánynak, 0,4% németnek, 0,1% bolgárnak, 1,5% egyéb, nem hazai nemzetiségűnek (4,8% nem nyilatkozott; a kettős identitások miatt a végösszeg nagyobb lehet 100%-nál). Vallásuk szerint 6,1% volt római katolikus, 53,6% református, 8,9% görög katolikus, 1,8% egyéb keresztény, 0,2% ortodox, 3,9% felekezeten kívüli (24,9% nem válaszolt).

## Testvérvárosai
- Munkács, Kárpátalja[forrás?]
- Szinérváralja, Erdély[forrás?]

## Nevezetességei
- Református templom
- Katolikus templom
- Meggyfesztivál

## Civil Szervezetek
- Polgárőrség
- Néptánc és Népművészeti Egyesület
- Nyírmeggyesi Ifjúsági Egyesület

## Híres szülöttei
- Czine Mihály (1929–1999) irodalomtörténész, kritikus, egyetemi tanár
- Török Géza (1954) karmester
- Szondi Ildikó (1955) kutató jogász, társadalomstatisztikus